# Moschea Parrucë
La moschea Parrucë (in lingua albanese: Xhamia e Parrucës) è l'ultima, in ordine di tempo, ad essere stata costruita nella città albanese di Scutari.

## Storia
Sorta per sostituire una precedente moschea sita nello stesso luogo, e abbattuta dal regime comunista il 23 marzo 1967, la moschea Parrucë, costruita in stile ottomano, viene completata nel 2006 grazie al contributo di Haxhi Sait Jakup Fishta.
A quarant'anni esatti dalla distruzione della vecchia moschea, il 23 marzo 2007 la Parrucë viene infine consacrata.